# منطق تحليلي

## استخدام كانت
في فلسفة إيمانويل كانت، يمثل المنطق التحليلي الأحكام التي يتم اتخاذها على العبارات والمعتمدة على تأثير محتويات العبارة ذاتها. ولا تكون هناك خبرات خاصة تتجاوز فهم معنى الكلمات المستخدمة في المنطق التحليلي.
على سبيل المثال، فإن الجملة «جون شخص أعزب.» هي جملة إيجابية محددة. ومن خلال المنطق التحليلي، يمكن أن نصل إلى استنتاج بأن جون غير متزوج. وندرك صحة ذلك حيث إن عبارة غير متزوج مضمنة في معنى كلمة أعزب، ولا يلزم الحصول على خبرات خاصة حول جون للوصول إلى هذه النتيجة.
واقتراح أن جون متزوج — مع الأخذ في الاعتبار أنه أعزب — سيكون عبارة عن تناقض ذاتي.
قارن المنطق التحليلي مع المنطق الاصطناعي.

## الحواشي
1. ↑  See Stephen Palmquist, "Knowledge and Experience - An Examination of the Four Reflective 'Perspectives' in Kant's Critical Philosophy", Kant-Studien 78:2 (1987), pp.170-200; revised and reprinted as Chapter IV of Kant's System of Perspectives (Lanham: University Press of America, 1993). نسخة محفوظة 14 أبريل 2012 على موقع واي باك مشين.